# Villa Trissino Barbaran
Villa Trissino (o Trissino Barbaran) è una villa veneta situata a Castelgomberto in provincia di Vicenza, appartenuta per circa quattro secoli alla famiglia Trissino, antichi feudatari di tutta la valle dell'Agno e in seguito di proprietà del Comune. Si trova all'interno dell'abitato e conserva un ampio spazio, anticamente abbellito da un giardino alberato.

## Storia
Conte, figlio di Nicolino Trissino, nel 1435 acquista l'area dove sorge la villa e subito dà inizio ai lavori. La prima versione dell'edificio presenta ancora forme gotiche, testimoniate dalle finestre ad arco lobato del prospetto occidentale verso via Pasubio, e venne portata a termine verso la metà del Quattrocento da Nicolò e Giacomo Trissino, figli di Conte.
Nel 1710 Parmenione Trissino decide di realizzare un restauro radicale della struttura, portando al secondo piano la bella loggia che stava al livello terreno del fronte est. A seguito di ciò, i lati orientale (verso la corte) e meridionale (verso via Villa) subiscono una totale trasformazione di gusto neoclassico. Le sculture sulla sommità del fronte sud sono della bottega di Orazio Marinali, come le statue che abbelliscono i giardini di villa Trissino Marzotto a Trissino. Una targa inserita nel timpano sul fianco di via Villa ricorda la ristrutturazione del sec XVIII.
Successivamente è stata aggiunta la costruzione porticata a forma di L sul lato settentrionale, ampliando enormemente il volume costruito. Nel corso del sec XIX la proprietà passa ai Barbaran, altra nobile famiglia vicentina, e poi a famiglie borghesi come i Marzotto e gli Zanuso, che ne fanno una filanda.
Dal secondo dopoguerra l'edificio nel suo complesso è di proprietà del Comune di Castelgomberto. Un restauro conservativo completo è avvenuto nel 2007-2010.

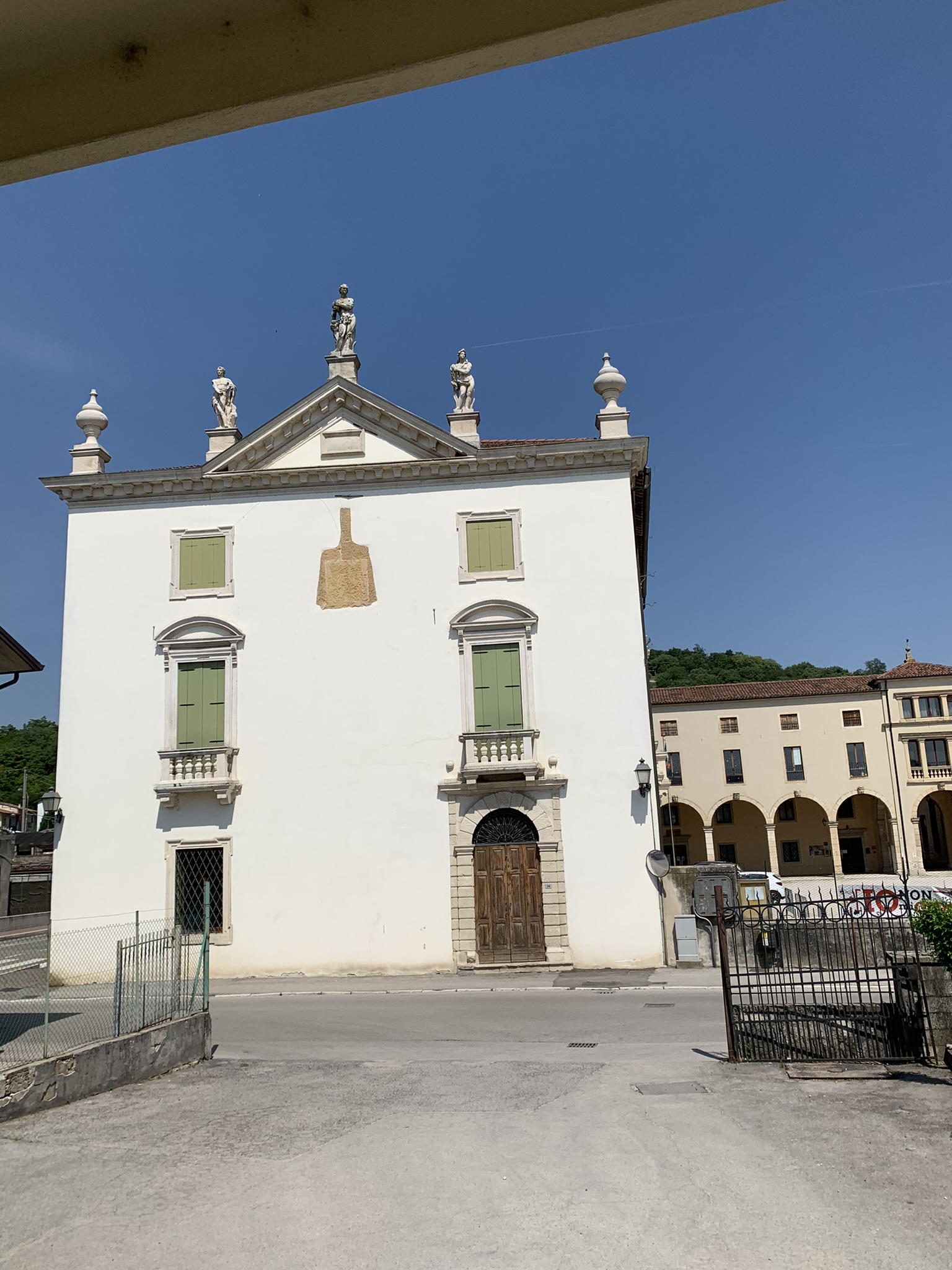
Lato meridionale
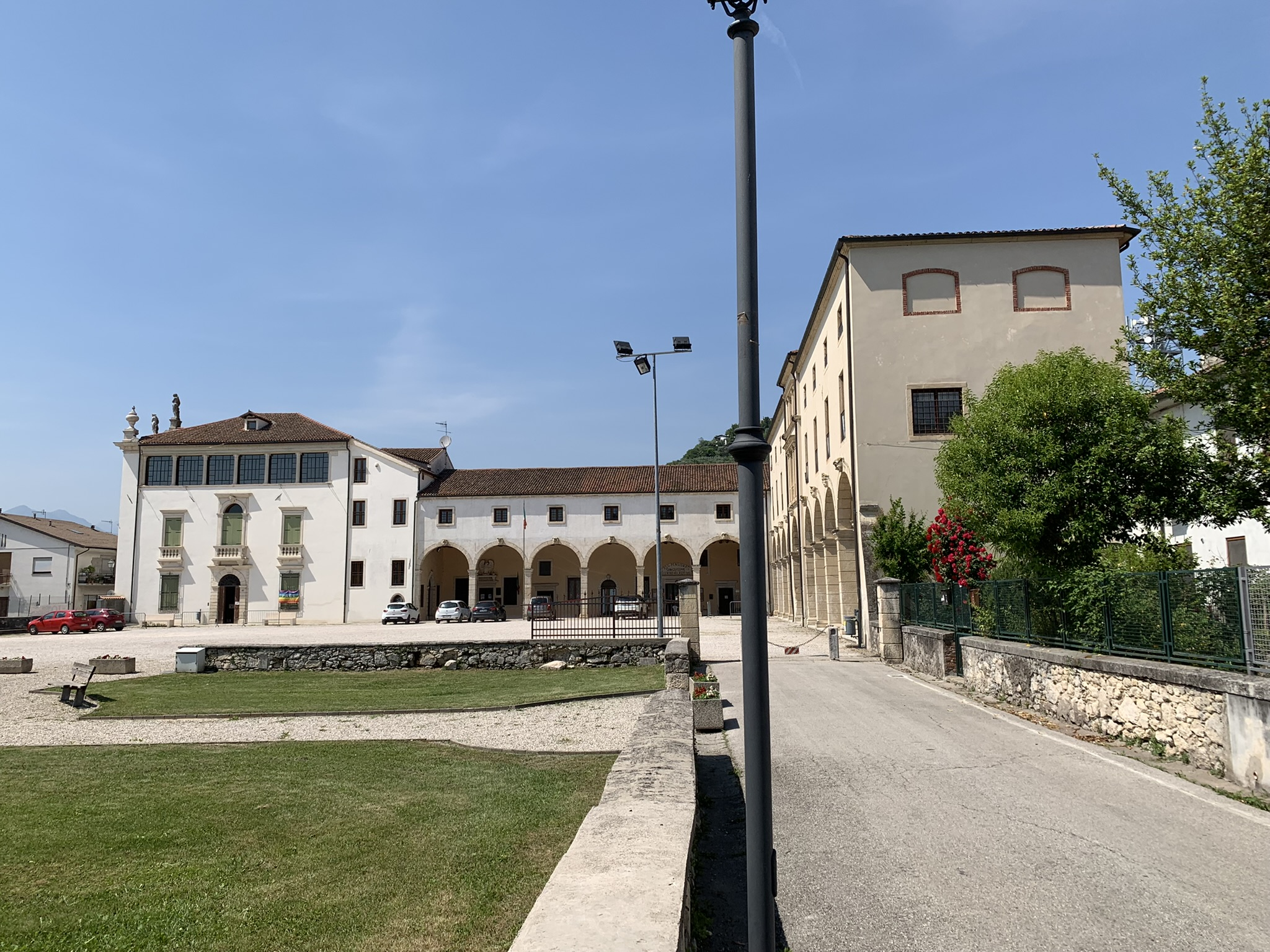
Lato orientale
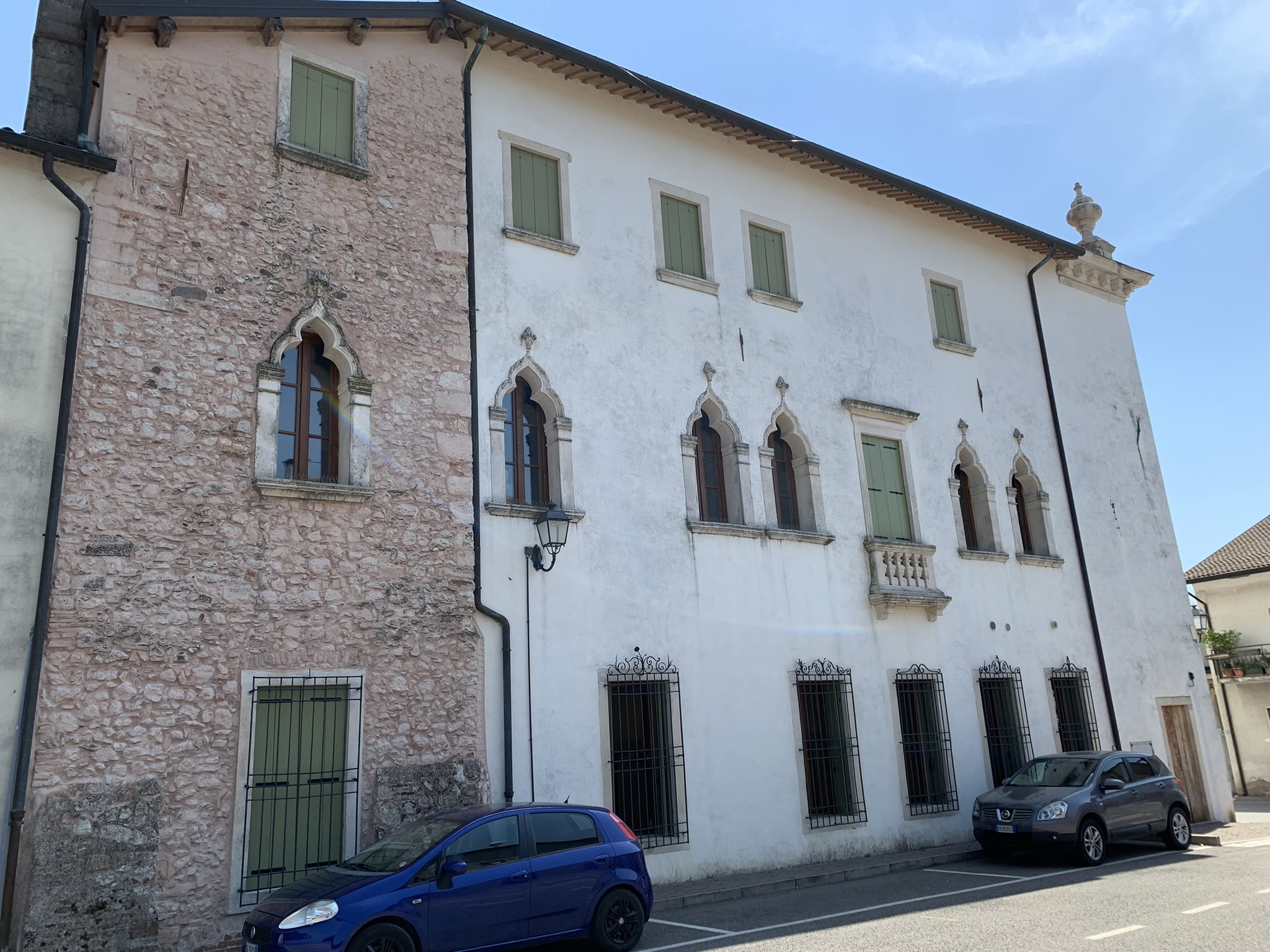
Lato occidentale